# Friedrich von Gärtner

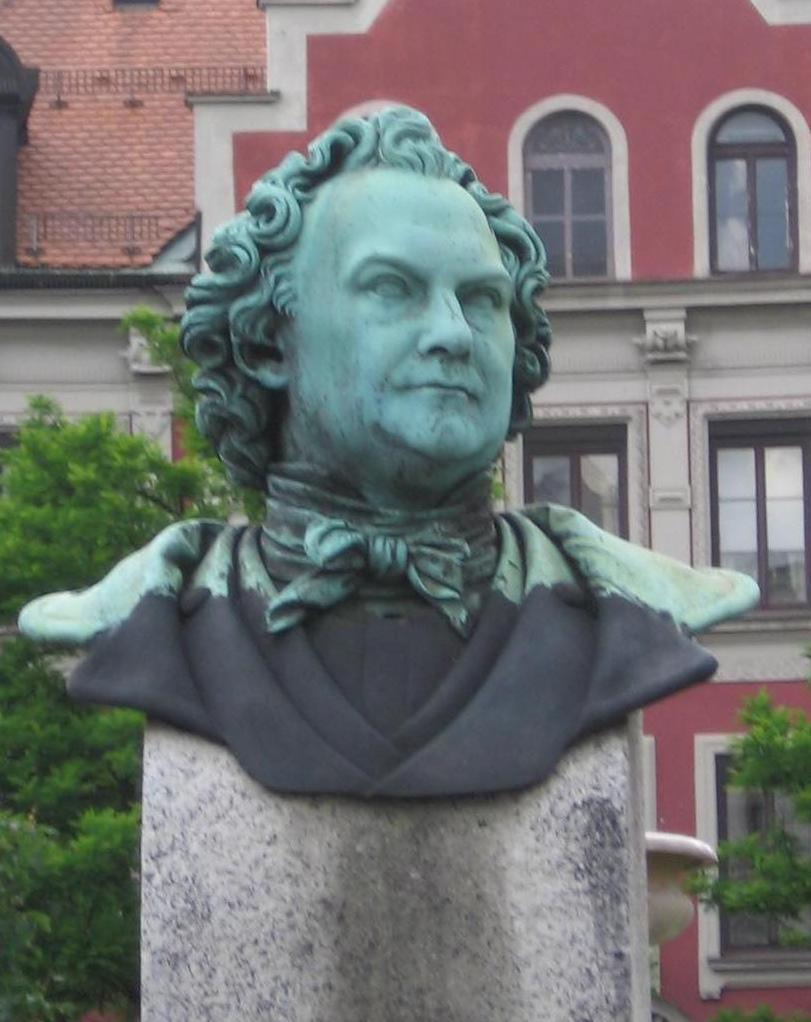
Portretbuste van Friedrich von Gärtner, Gärtnerplatz, München

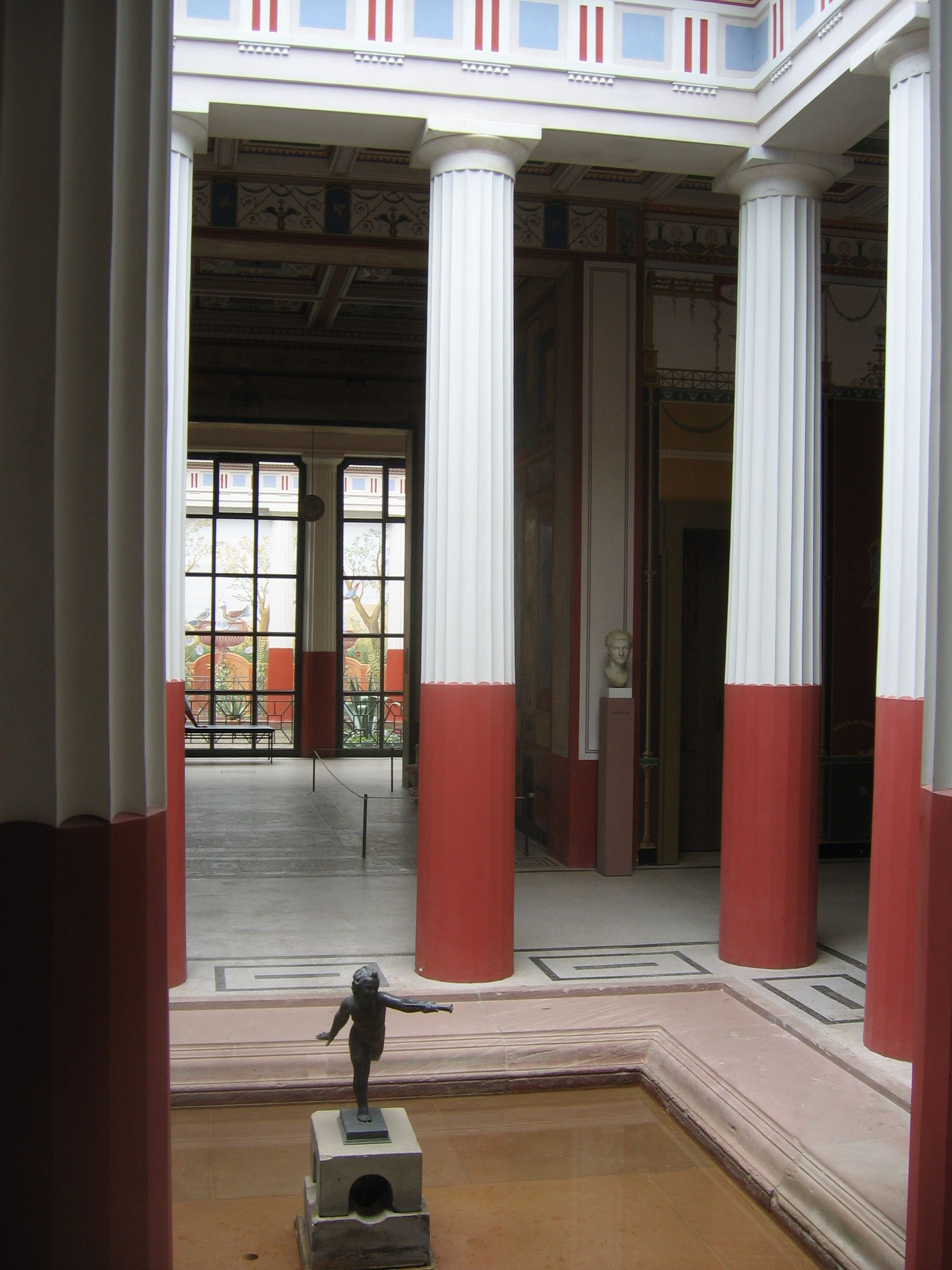
Atrium van het Pompejanum in Aschaffenburg

Friedrich Wilhelm von Gärtner (Koblenz, 10 december 1791 – München, 21 april 1847) was een Duits architect, naast Leo von Klenze de belangrijkste architect in het Koninkrijk Beieren van Lodewijk I. Hij ontwierp onder andere enkele monumentale bouwwerken aan de Münchener Ludwigstrasse en is tevens de architect van het Parlement van Griekenland. Een belangrijk deel van zijn werk wordt tot het neoclassicisme (in Duitsland: classicisme) gerekend. Von Gärtners bouwwerken geven een beeld van de diverse neostijlen die in het begin van de negentiende eeuw opkwamen, naast het neoclassicisme onder andere de neoromaniek, de neogotiek en de neorenaissance. Kenmerkend voor zijn werk is de Rundbogenstil, het gebruik van bogen, ontleend aan de romaanse of Italiaanse renaissance-bouwstijlen.

## Biografische schets
Von Gärtners vader was eveneens architect en verhuisde in 1804 van Koblenz naar München, waar Friedrich zijn eerste lessen in bouwkunde kreeg. Voor de voltooiing van zijn studies, reisde hij in 1812 naar Parijs en in 1814 naar Italië, waar hij vier jaar lang de antieke cultuur bestudeerde. In 1819 publiceerde hij Ansichten der am meisten erhaltenen Monumente Siciliens, een beschrijving van de voornaamste monumenten op Sicilië.
Na een bezoek aan Engeland, werd Von Gärtner in 1820 professor aan de academie in München, waarmee ook zijn werk als uitvoerend architect een aanvang nam. Belangrijk voor zijn carrière was in 1827 de opdracht voor een nieuw bibliotheek- en archiefgebouw voor de Bayerische Staatsbibliothek, waarvan de uitvoering echter tot 1832 op zich liet wachten. Hierna verkreeg Gärtner het vertrouwen van koning Lodewijk I van Beieren, die hem vervolgens de voltooiing van de noordzijde van de Ludwigstrasse opdroeg.
Vanaf 1822 was Von Gärtner tevens artistiek directeur van de porseleinfabrieken in Slot Nymphenburg (Porzellanmanufaktur Nymphenburg). In 1840 werd hij geridderd (Ritter von Gärtner) en vertrok vervolgens naar Athene, waar hij de bouw van het paleis voor Koning Otto I leidde (thans Parlement van Griekenland). Na zijn terugkeer nam hij de leiding over de restauratie van de Dom van Bamberg. In 1842 werd hij algemeen directeur van de kunstacademie in München.
Von Gärtner stierf op 56-jarige leeftijd en ligt begraven op de Alter Südfriedhof in München. Zijn zoon Friedrich Gärtner werd een bekend architectuurtekenaar.

## Werken
- In München
  - Ludwigskirche,Ludwigstrasse (1829–1844)
  - Heropbouw Isartor (1833)
  - Bayerische Staatsbibliothek, Ludwigstrasse (1832-42)
  - Blindeninstituut, Ludwigstrasse (1833–1835)
  - Hoofdgebouw Ludwig Maximilians-Universiteit, Ludwigstrasse (1835-40)
  - Georgianum (priesterseminarie), Ludwigstrasse (1835-40)
  - Siegestor, Ludwigstrasse (vanaf 1840,  in 1852 door Eduard Mezger voltooid; na de Tweede Wereldoorlog herbouwd)
  - Feldherrnhalle, monumentale loggia aan het begin van de Ludwigstrasse (1841-44)
  - Wittelsbacher Palais (1843-48; in 1944 verwoest)
- Elders:
  - Kursaal Bad Brückenau (1827)
  - Synagoge Billigheim-Ingenheim (1831-33; in 1938 verwoest tijdens de Kristallnacht)
  - Arkadenbau en andere gebouwen behorende tot het kuuroord in Bad Kissingen (1834-39)
  - Alte Saline (zoutfabriek) in Bad Reichenhall (1836-40)
  - Voormalig koninklijk paleis in Athene, thans Parlement van Griekenland (1836-43)
  - Pompejanum in Aschaffenburg (1840-48)
  - Villa Ludwigshöhe in Edenkoben (1846-52)

Von Gärtner maakte ook de oorspronkelijke ontwerptekeningen voor de Ruhmeshalle in München en de Befreiungshalle in Kelheim, maar beide werden gebouwd naar gewijzigde ontwerpen van Leo von Klenze.

## Afbeeldingen

Architectuurtekeningen
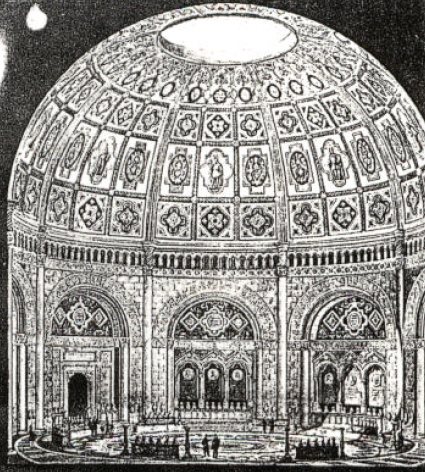
Ontwerp Ruhmeshalle, München
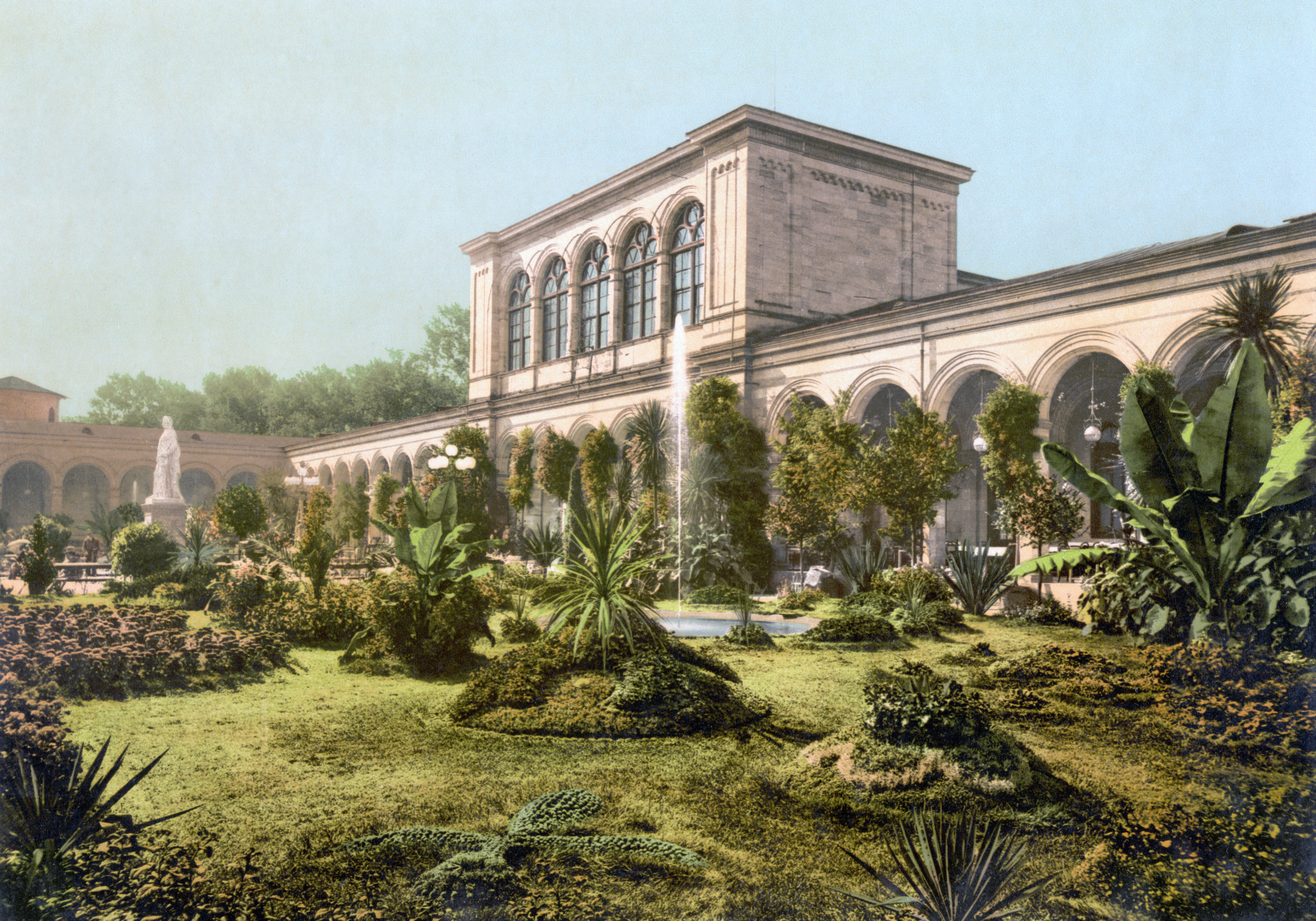
Arkadenbau, Bad Kissingen
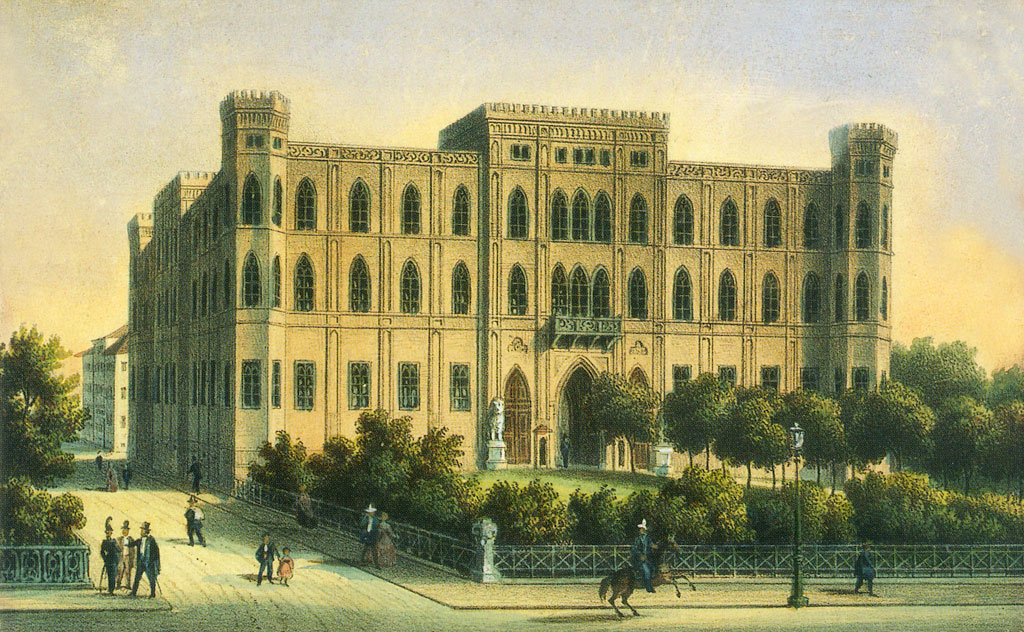
Wittelsbacher Palais, München
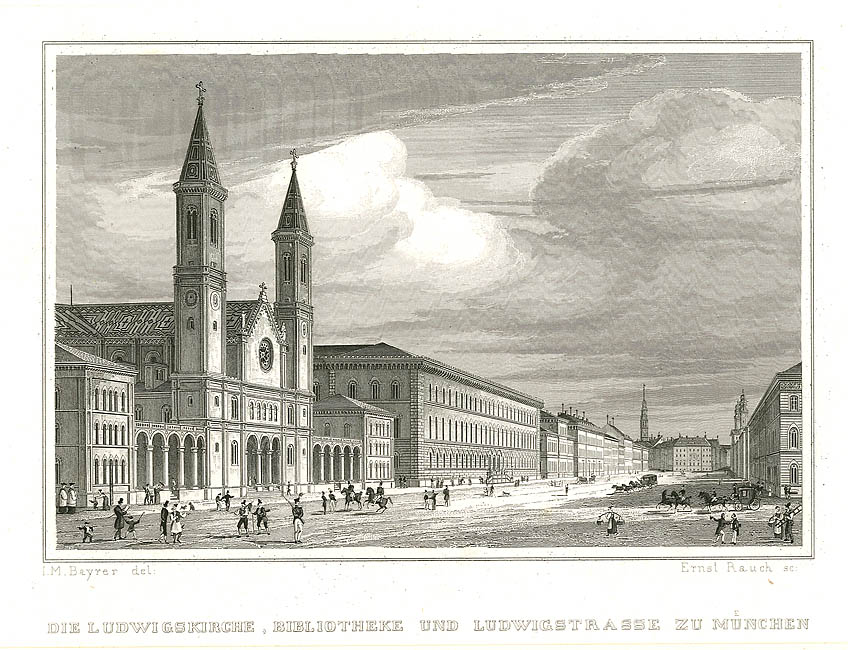
Ludwigstraße, München, ca. 1845

Architectuurfoto's
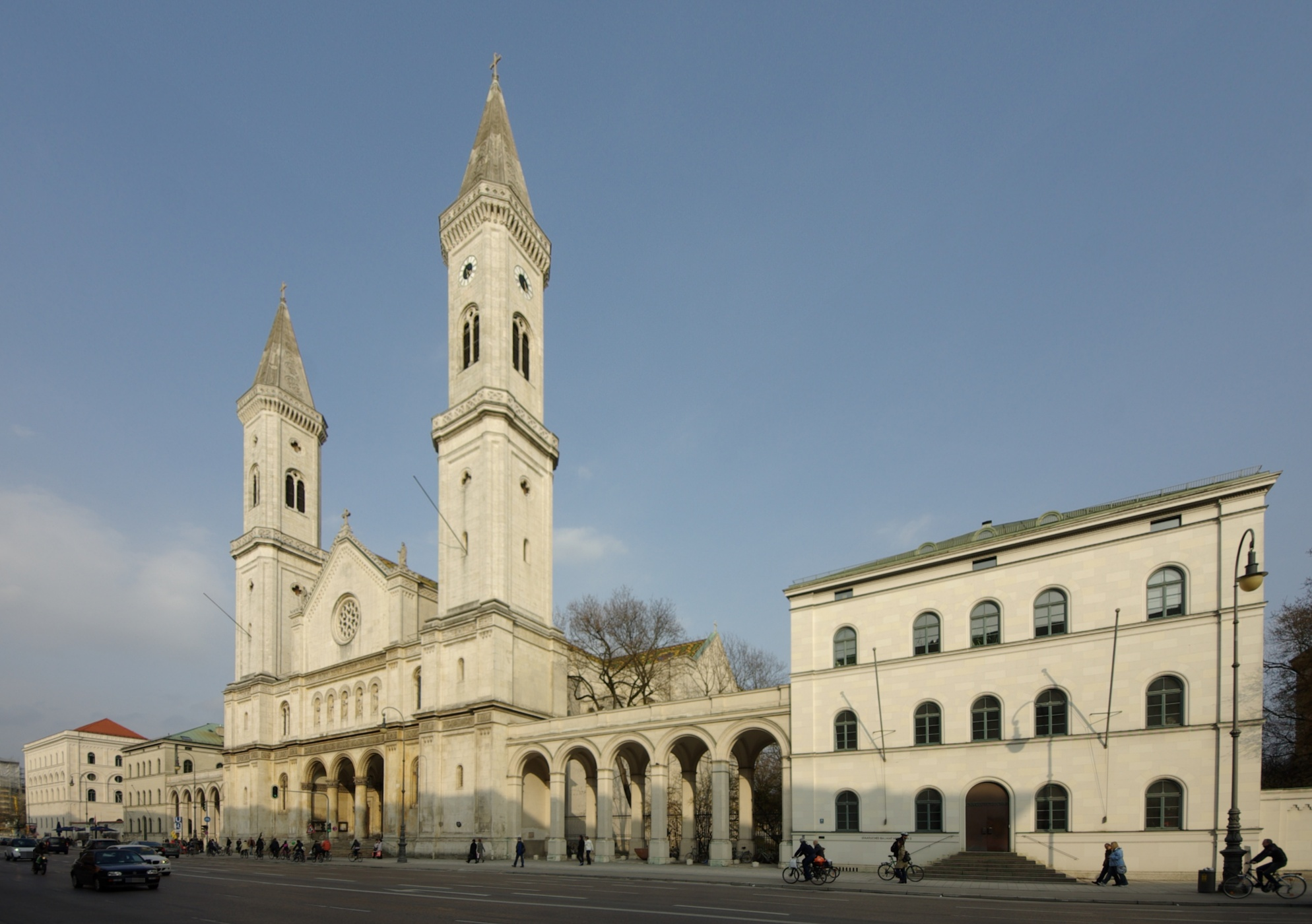
Ludwigskirche, München
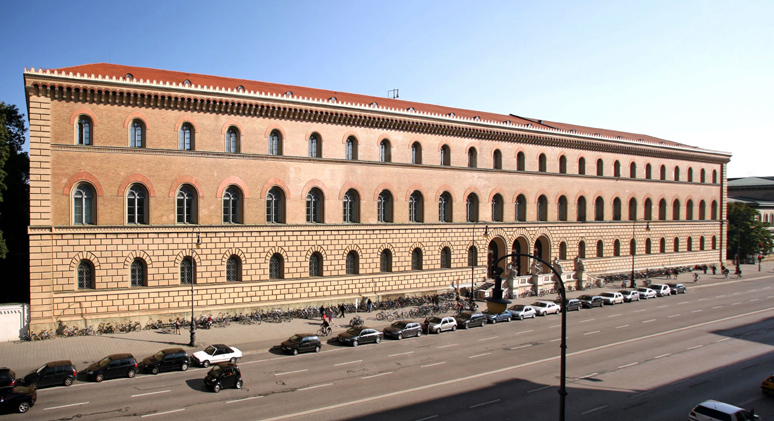
Beierse staatsbibliotheek, München
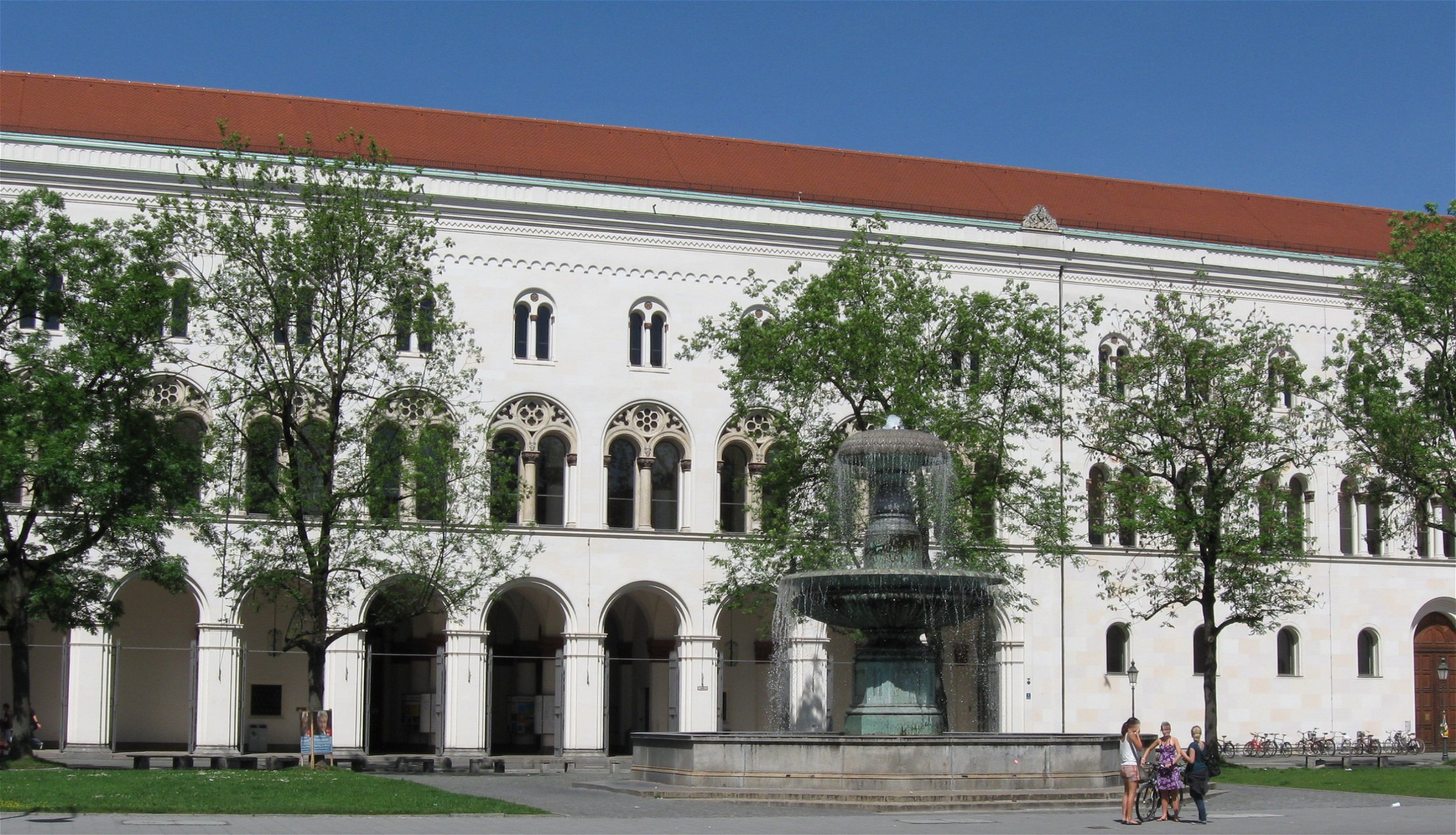
Ludwig Maximilians-Universiteit, München
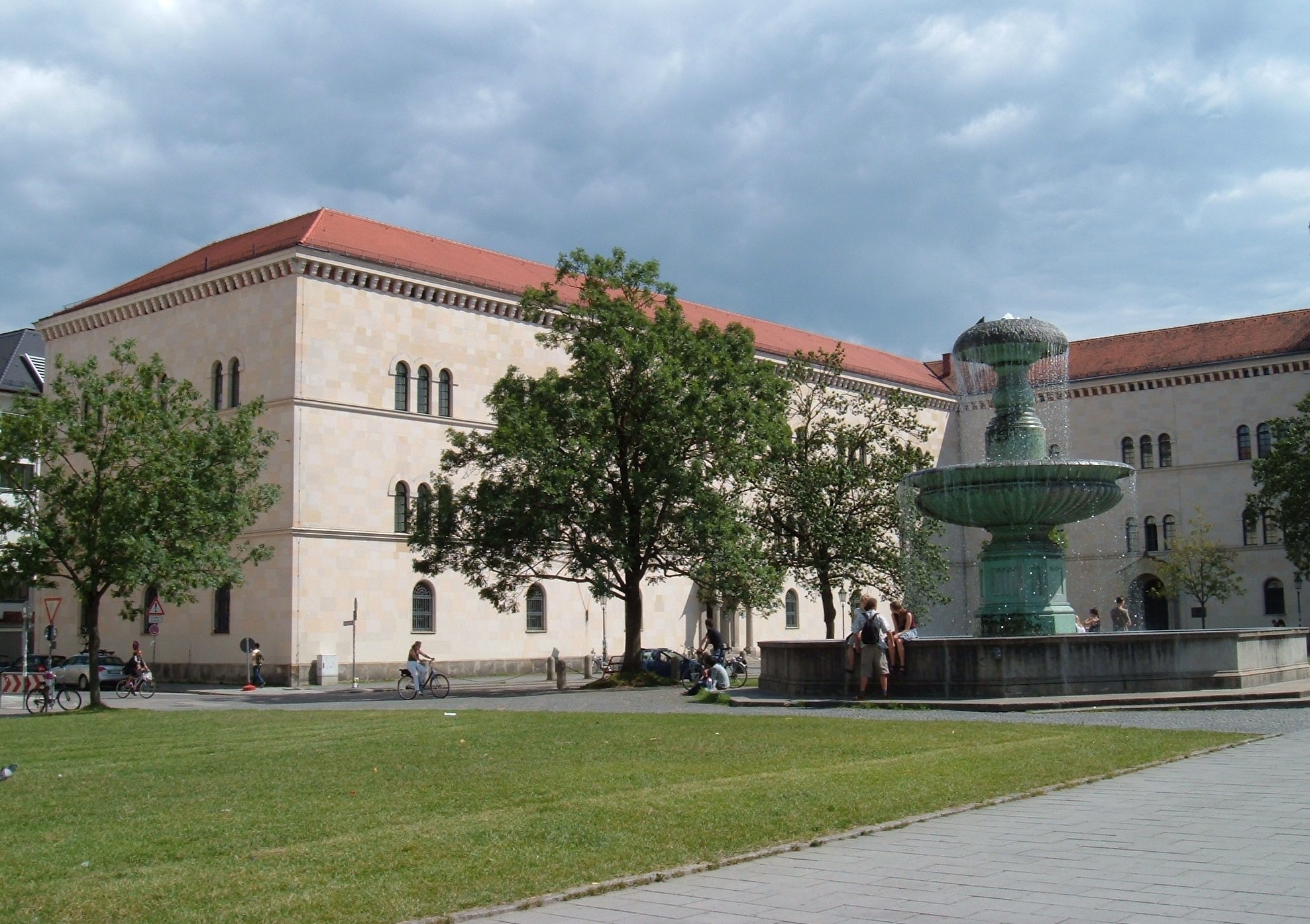
Georgianum, München
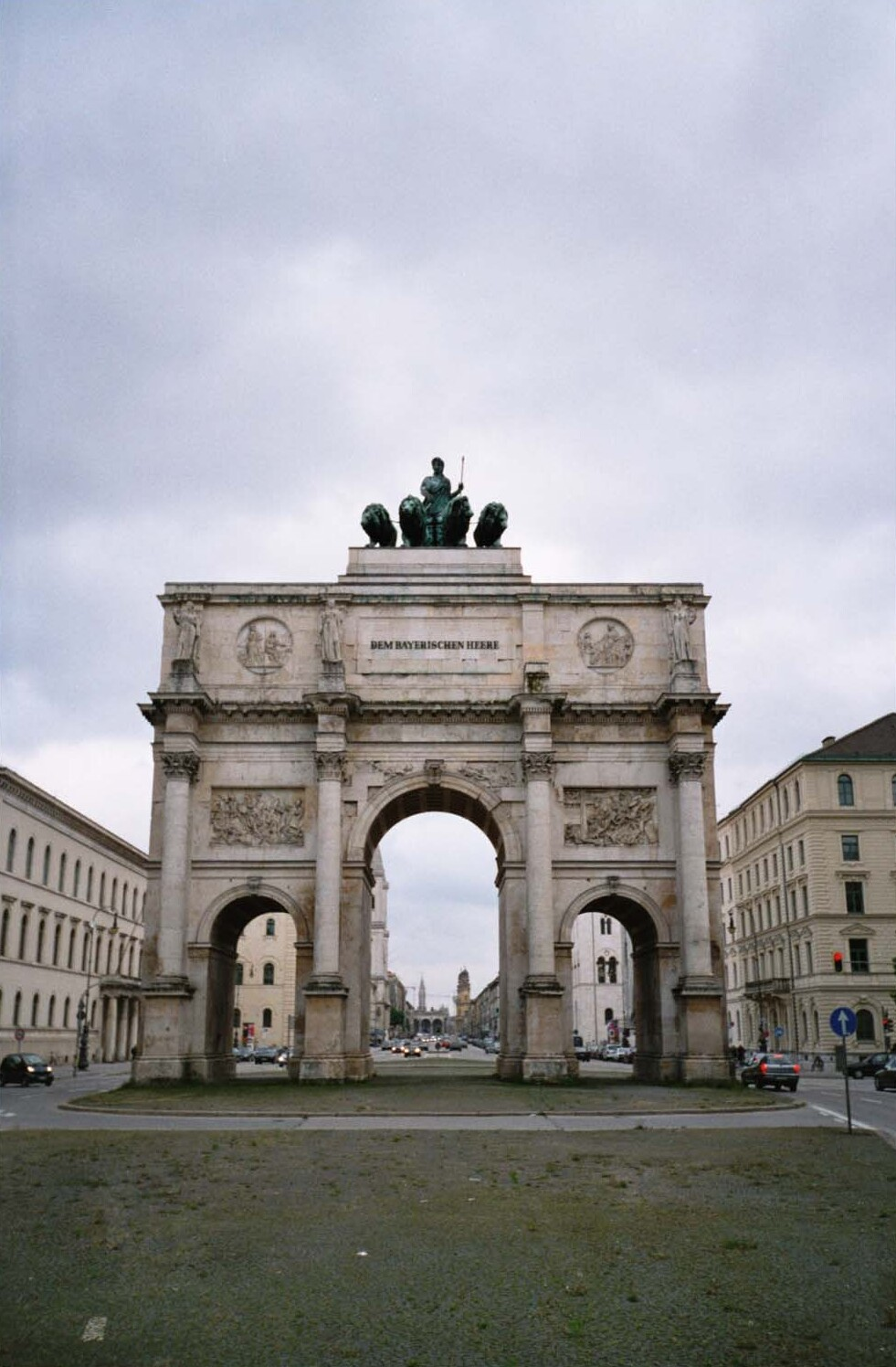
Siegestor, München
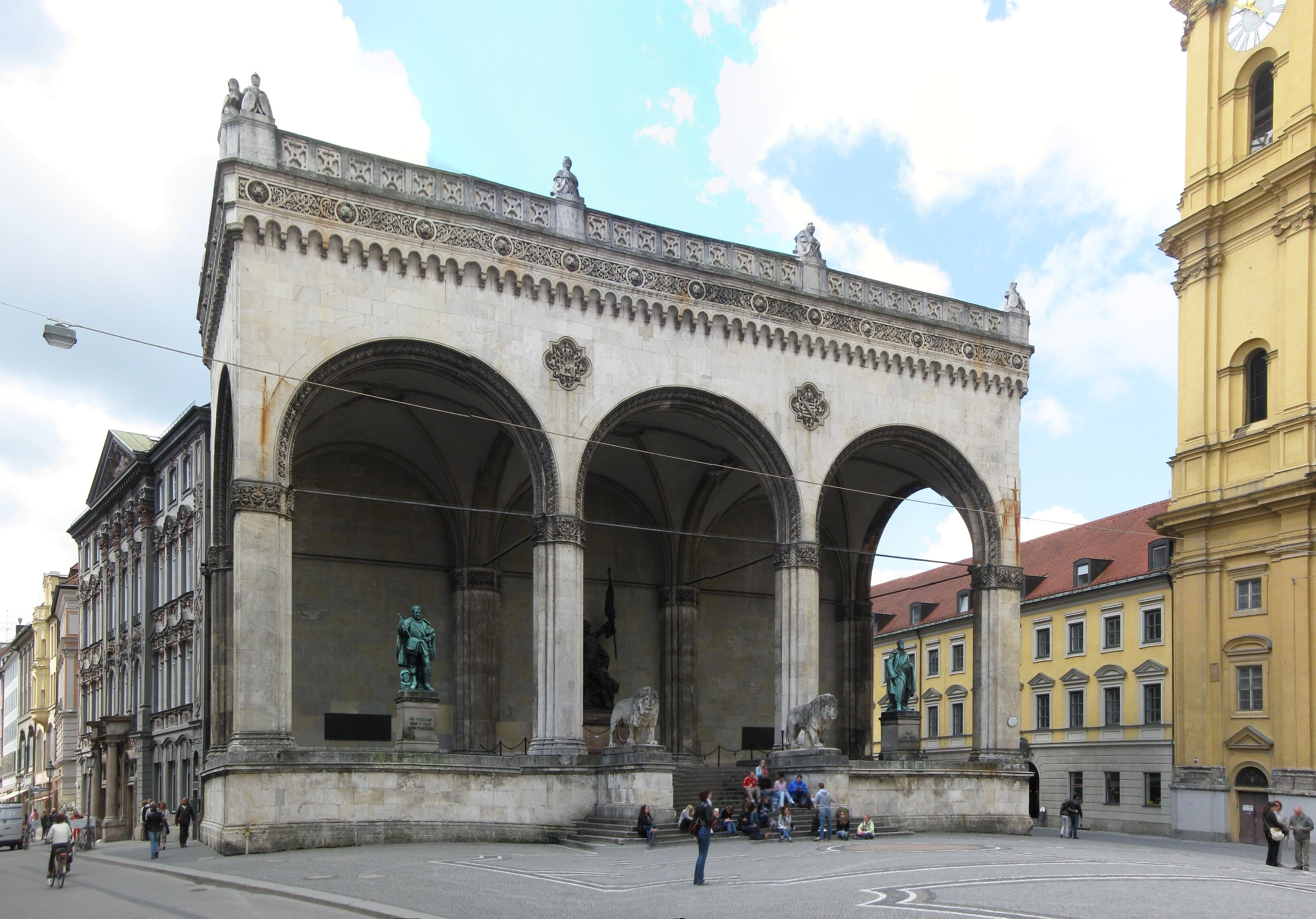
Feldherrnhalle, München
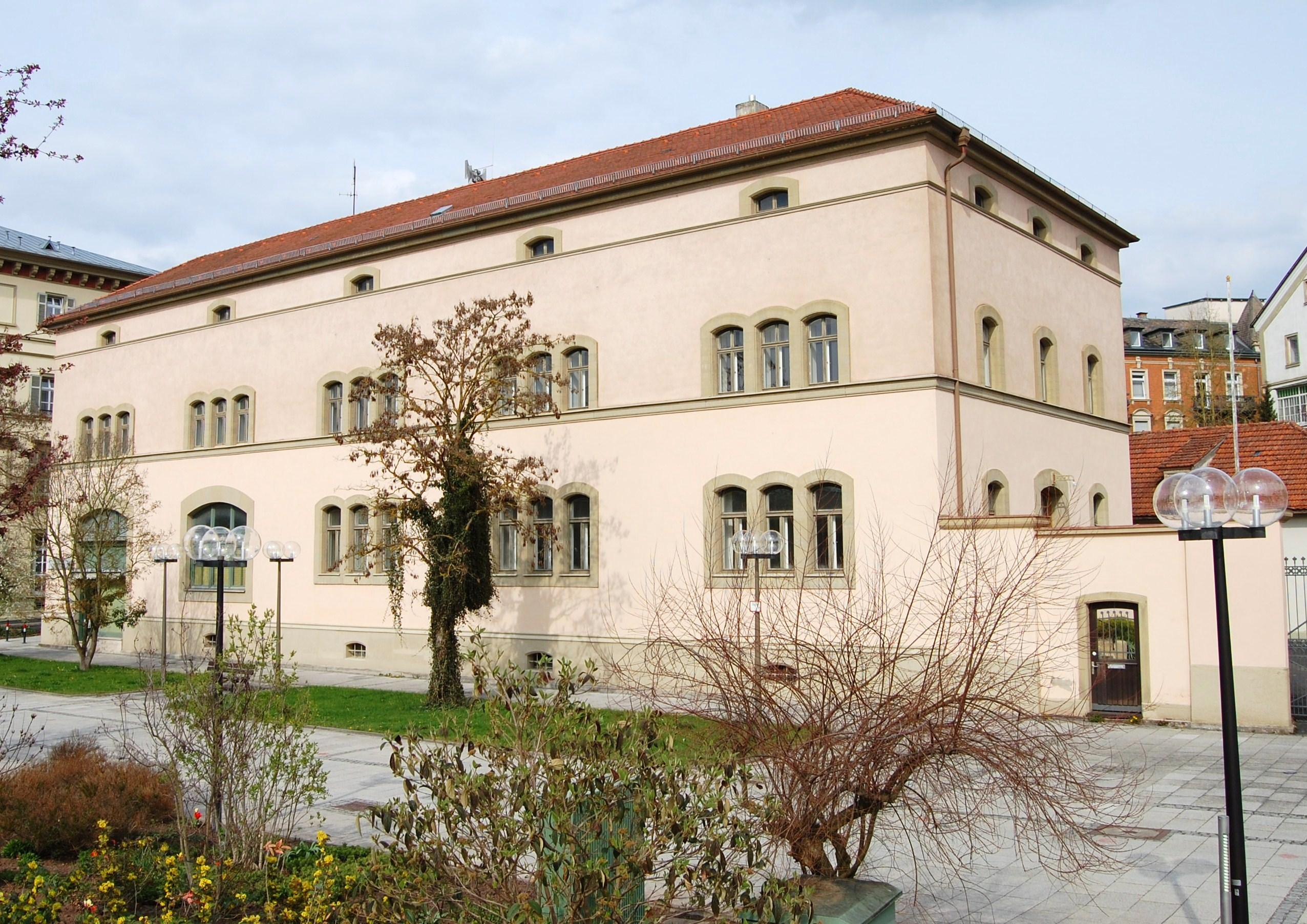
Krugmagazin, Bad Kissingen
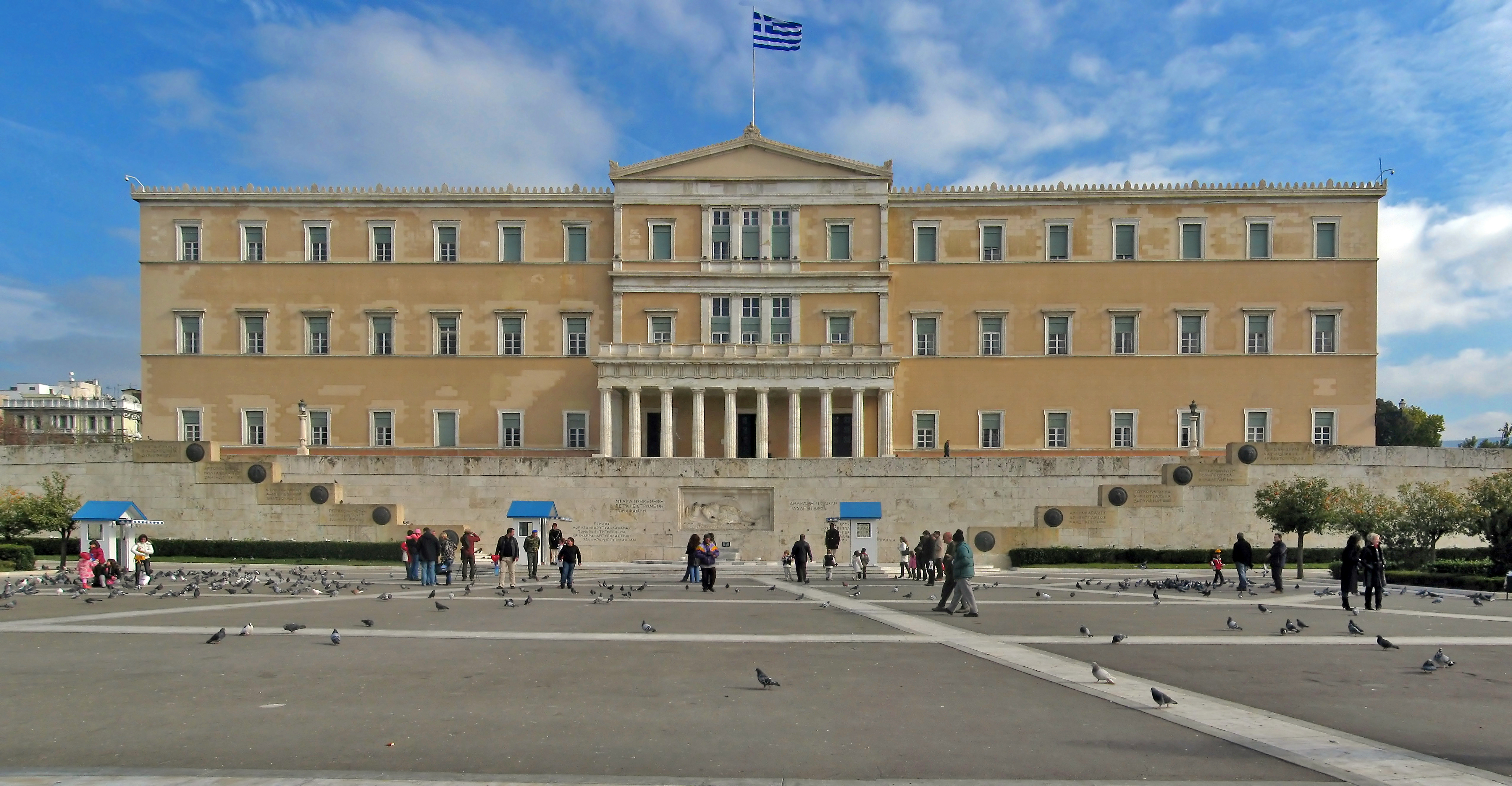
Grieks parlement, Athene